# Ceratomyxa inconstans
Ceratomyxa inconstans är en djurart som tillhör fylumet Myxozoa, och som beskrevs av Jameson 1929. Ceratomyxa inconstans ingår i släktet Ceratomyxa och familjen Ceratomyxidae. Inga underarter finns listade i Catalogue of Life.